# Skørring Kirke
Skørring Kirke, Skørring Sogn, Sønderhald Herred i det tidligere Randers Amt. Kirken ligger knap 7 kilometer nord for Hornslet.

## Forhistorie
I 1100-tallet byggedes opførtes en traditionel romansk landsbykirke i Skørring. Den var uden tårn, og materialerne var granit og munkesten. Sagnhistorien fortæller, at denne kirke byggedes af en Jomfru Gunder fra Stenalt. En gravsten i granit med et græsk kors bevaret i våbenhuset siges at være hendes. Sagnet hidrører dog vistnok snarere til en formentlig i 1500-tallet forsvunden kirke i Fløjstrup i Hørning Sogn.

## Bygningshistorie
Den gamle middelalderkirke var i 1800-tallet efterhånden meget forfalden. Man valgte derfor helt at nedbryde den og opføre en ny kirke fra grunden. Arkitekten var kgl. bygningsinspektør Walther. Den nye kirke blev bygget i nyromansk stil. Materialet er nye tilhugne granitkvadre og tagdækningen skifer. Den består af et sammenhængende skib og kor, der mod øst afsluttes af et apsis. Skibet har en forholdsvis lav tagrejsnning. Mod vest et tårn med en sydvendt indgangsportal. Tårnet har pyramideformet tag, ligeledes med skiferdækning. Enkelte dør- og vinduesoverliggere fra den gamle middelalderkirke findes indmuret i den nye kirke. I det inde har kirken bjælkeloft.

## Inventar
- Døbefonten er som det eneste stykke inventar genanvendt fra den gamle kirke. Den er i granit og fra romansk tid. Den bliver med sine "dobbeltløver" betragtet som enestående eksemplar blandt de østjyske middelalderlige fonte.
- Prædikestolen er fra 1887.
- Altermaleriet er udført af Anton Dorph. Motivet er "Jesus og synderinden".

- Kirken set fra nordøst.
- Kirkens apsis.
- Indgangsportalen i tårnet.